# Laurence Demaison
Pour les articles homonymes, voir Demaison.
Laurence Demaison est une photographe et artiste plasticienne française née en 1965.
Elle vit aujourd'hui à Strasbourg.

## Biographie
De 1984 à 1988, Laurence Demaison suit les cours de l'École d’architecture de Strasbourg.
En 1990, elle aborde la photographie et, en 1993, réalise ses premiers autoportraits.
Son travail photographique en noir et blanc reflète l'angoisse, la destruction et la question de l'identité. Il n'est pas question d'approcher le réel mais de l'interroger, et l'artiste réalise de véritables performances afin d'aboutir au cliché voulu (transformations corporelles, installations, durées de pose inhabituelles…).

## Prix et bourses
- 2002 : Prix HSBC pour la photographie[2],[3]
- 2001 : Bourse des régions Alsace et Bade Wurtemberg (résidence à Stuttgart)
- 2000 : Bourse de lauréat du CEAAC
- 2000 : Bourse de la création, Établissements Wattwiller
- 1997 : Bourse d’aide individuelle à la création, DRAC Alsace

## Expositions

### Expositions personnelles
- 2008 :
  - Galerie Esther Woerdehoff, Paris
  - Galerie BMG, Woodstock, New York
  - Centre d’art contemporain de Lacoux, Hauteville-Lompnes
- 2006 :
  - Galerie Esther Woerdehoff, Paris
- 2005 :
  - Hantises ?, château de Linardié
  - Laurence Demaison, musée d’art et d’histoire (Cholet)
  - Espace photographique Contretype, Bruxelles (avec Patrick Bailly-Maître-Grand)
- 2003 :
  - Musée d’art moderne et contemporain et galerie Kahn, Strasbourg
  - Galerie Baronian-Francey, Bruxelles, Belgique
  - Galerie Esther Woerdehoff, Paris
  - Galerie Lucien Schweitzer, Luxembourg
- 2002 :
  - Galerie Baudoin Lebon, Paris
  - Atelier Soardi, Nice
- 2001 :
  - Galerie Esther Woerdehoff, Paris
  - Galerie Zoo, Strasbourg
  - Personne, Institut français de Stuttgart (catalogue), Allemagne
- 1999 :
  - Stimultania, Strasbourg
- 1998 :
  - Institut français de Dresde, Allemagne
  - Espace Lézard, Colmar
- 1997 :
  - Rhinocéros, Strasbourg
  - Expositions organisées par la fondation CCF

## Publication
- Laurence Demaison[4], Le Caillou bleu sprl, 2005  (ISBN 9782960044300)